# Острова Трежери
Острова Трежери (англ. Treasury Islands) — маленькая группа островов в нескольких километрах к югу от Бугенвиля и в 24 км от Шортлендских островов. Они являются частью Западной провинции Соломоновых Островов.

## География
Архипелаг включает два острова: Моно и Стерлинг. Естественная гавань между этими островами называется Бланш.

## История
Острова были открыты в 1788 году офицером Королевского военно-морского флота Великобритании Джоном Шортлэндом.
На протяжении Второй мировой войны острова были оккупированы Японией в период с 25 октября по 27 октября 1943 года, до того, как на острове высадились новозеландские и американские войска. На острове Стерлинг был построен небольшой аэропорт, который активно использовался для поддержки атак на японскую базу Рабаул.